# 山本一輝 (野球)
山本 一輝（やまもと いつき、1998年6月28日 - ）は、神奈川県相模原市生まれ、愛知県名古屋市天白区育ちの元プロ野球選手（投手）。左投左打。

## 経歴

### プロ入り前
名古屋市立天白小学校3年生の時に軟式クラブチーム「メジャーボーイズ」で野球を始め、中学では軟式野球部に所属。
愛知県立東郷高校では最速141km/hのストレートを武器に、チームを第98回夏の愛知大会ベスト32に導いた。
その後、東郷高校近くにあるレストランのオーナーが中京大学の関係者と親しかった縁で、中京大学のグラウンドを訪れる機会を得て、その環境に感銘を受け推薦入試を経て入学。2年時の春季リーグで、優勝がかかる名城大学との試合で先発を任され、栗林良吏と投げ合い、6イニングを1失点に抑えてリーグ優勝に貢献しスカウトに注目された。3年時は調子を落としたが、4年時の秋季リーグで57回1/3を投げて6勝1敗、防御率0.63、完投4（うち完封1）という成績を残し、最優秀防御率、最優秀選手のタイトルを獲得した。大学4年間の通算成績は、38試合登板、14勝4敗、防御率1.69。
2020年10月26日に行われたドラフト会議では、読売ジャイアンツから6位指名を受け、11月25日に契約金3500万円、年俸740万円（金額は推定）で契約合意に達した。背番号は58。担当スカウトは青木高広。愛知県立東郷高校出身者としては初のプロ野球選手となった。

### 巨人時代
2022年7月に一軍初登板を果たした。しかし、オフに育成再契約となり、12月14日、翌年からの背番号が058に変更となった。
2023年は、イースタン・リーグで7試合に登板し、0勝1敗、防御率6.23の成績で、2023年10月5日に戦力外通告を受けた。

### 巨人退団後
2023年11月15日、12球団合同トライアウトに参加し、シート打撃での打者3人との対戦では2者連続三振を含む三者凡退に抑えた。
愛知県額田郡幸田町に拠点を置く社会人軟式野球のフタバ産業野球部にてプレーを続けている。

## 選手としての特徴
フォーシームの最速は147km/hながら球持ちが良く、主な変化球はカットボール、スライダー、カーブ、チェンジアップ。軟式球でも球速は最速142km/hを計測している。

## 詳細情報

### 年度別投手成績
| 年 度     | 球 団     | 登 板 | 先 発 | 完 投 | 完 封 | 無 四 球 | 勝 利 | 敗 戦 | セ 丨 ブ | ホ 丨 ル ド | 勝 率 | 打 者 | 投 球 回 | 被 安 打 | 被 本 塁 打 | 与 四 球 | 敬 遠 | 与 死 球 | 奪 三 振 | 暴 投 | ボ 丨 ク | 失 点 | 自 責 点 | 防 御 率 | W H I P |
| --------- | --------- | ----- | ----- | ----- | ----- | -------- | ----- | ----- | -------- | ----------- | ----- | ----- | -------- | -------- | ----------- | -------- | ----- | -------- | -------- | ----- | -------- | ----- | -------- | -------- | ------- |
| 2022      | 巨人      | 2     | 0     | 0     | 0     | 0        | 0     | 0     | 0        | 0           | ----  | 10    | 2.0      | 2        | 0           | 1        | 0     | 0        | 0        | 0     | 0        | 1     | 0        | 0.00     | 1.50    |
| 通算：1年 | 通算：1年 | 2     | 0     | 0     | 0     | 0        | 0     | 0     | 0        | 0           | ----  | 10    | 2.0      | 2        | 0           | 1        | 0     | 0        | 0        | 0     | 0        | 1     | 0        | 0.00     | 1.50    |

- 2024年度シーズン終了時

### 年度別守備成績
| 年 度 | 球 団 | 投手  | 投手  | 投手  | 投手  | 投手  | 投手     |
| 年 度 | 球 団 | 試 合 | 刺 殺 | 補 殺 | 失 策 | 併 殺 | 守 備 率 |
| ----- | ----- | ----- | ----- | ----- | ----- | ----- | -------- |
| 2022  | 巨人  | 2     | 0     | 1     | 0     | 0     | 1.000    |
| 通算  | 通算  | 2     | 0     | 1     | 0     | 0     | 1.000    |

- 2024年度シーズン終了時

### 記録
初記録
投手記録
- 初登板：2022年7月17日、対広島東洋カープ18回戦（東京ドーム）、9回表に6番手で救援登板・完了、1回1失点（自責点0）[13]

### 背番号
- 58（2021年[4] - 2022年）
- 058（2023年[7]）